# Gunnar Claeson
Gunnar Ragnar Claeson, född 15 november 1908 i Björnlunda församling i Södermanlands län, död 10 september 1986 i Hässelby församling i Stockholms län, var en svensk ingenjör.
Gunnar Claeson föddes på godset Ekhov i Sörmland och var son till civilingenjören Sigge Claeson och Märta Örbom. Efter studentexamen i Saltsjöbaden 1927 och examen från Kungliga Tekniska högskolan (KTH) 1936 blev han assistent på KTH 1937.
Han blev forsknings- och utvecklingsarbetare vid Kemiska kontrollbyrån AB i Stockholm 1938, driftsingenjör vid AB Tannin i Västervik 1940, drifts- och forskningsingenjör vid Garvämnes AB Weibull i Landskrona 1941 och laboratoriechef vid Konsum i Stockholm 1948. Han var delägare och vice verkställande direktör i AB A Lindahls fabrik Alifabolaget i Stockholm och Ängelholm 1952–1958 och kom till Patent- och registreringsverket 1958 innan han 1961 blev patentingenjör vid Alfa-Laval AB.
Gunnar Claeson var från 1936 gift med Britt Sandberg (1908–2000), dotter till kapten Erik Sandberg och Elsa Förberg. De fick fyra barn: Per-Gunnar (född 1936), Eva (född 1946), Lars (född 1948) och Ann (född 1951).